# Glacier Pierre-Curie
Le glacier Pierre-Curie est un glacier secondaire – rattaché au glacier Cook – situé à l'ouest de la Grande Terre des îles Kerguelen dans les Terres australes et antarctiques françaises.

## Toponymie
Le nom du glacier est donné en 1908 et 1913 par Raymond Rallier du Baty en hommage au physicien français Pierre Curie.

## Géographie
Le glacier Pierre-Curie est un glacier émissaire situé à l'ouest du glacier Cook, auquel il est accolé, ainsi qu'historiquement au glacier Pasteur au nord (chacun contournant alors l'Éperon de la Quarantaine par un côté). Long d'environ 1,5 km, exposé à l'ouest, et il s'épanche depuis le nunatak Lacroix et vélait historiquement dans la baie du Tonnerre au sud de l'Éperon. Subissant un fort retrait de son front glaciaire depuis quelques décennies, le glacier résiduel (quasiment disparu) alimente désormais une rivière qui se jette en torrent dans l'océan Indien.